# Église Saint-Antoine de Conty
L’église Saint-Antoine de Conty  dans le département de la Somme, est un monument  de style gothique flamboyant des XVe siècle et XVIe siècles, classée monument historique initialement sur la liste de 1840 et classée définitivement en 1908.

## Historique
La présence d'une église à Conty est attestée dans la première moitié du XIIe siècle. Elle fut agrandie en 1229 grâce aux libéralités de Jean, seigneur de Conty. Une seconde église, placée sous le vocable de saint Martin, existe d'ailleurs à Conty jusqu'à la Révolution française.
L'église actuelle a été construite dans la première moitié du XVIe siècle mais fut pillée en 1575 par les huguenots et en 1589 par les ligueurs. En 1636, les armées espagnoles vinrent jusqu'à Conty, des traces de balles sont visibles sur le clocher à proximité des meurtrières.
En 1869, l'ancienne façade occidentale fut remplacée par la façade actuelle édifiée par Victor Delefortrie, architecte amiénois.
L'église de Conty fut classée monument historique sur la liste de 1840 puis par arrêté du 20 juillet 1908.
L'édifice bénéficia d'une vaste campagne de restauration qui débuta en 2021 et prit fin en mai 2024. Les travaux ont concerné la réfection de l'étanchéité de la toiture, la restauration des maçonneries et des vitraux...

## Architecture et décoration
L’église de Conty est bâtie en pierre sur un plan en forme de croix latine. L'édifice mesure 32,70 m de long sur 21 mètres de largeur (chœur : 15,75 m de longueur, nef et bas-côtés : 10,75) ; la hauteur sous voûte est de 15,50 m.
Le chœur est composé de trois travées et la nef avec collatéraux de deux. Le transept n'excède pas la largeur de la nef et des bas-côtés.

### Extérieur

#### Clocher
Le clocher situé sur le côté sud du chœur (XIVe siècle) est  une tour carrée, haute de 33 mètres cantonnée de contreforts. En haut de cette tour, à chaque angle, sont situées quatre gargouilles représentant des monstres ailés dont la queue s’enroule en spirale. La cage d'escalier menant au sommet est en saillie sur le côté est. La partie supérieure de la tour est percée d'ouïes ogivales géminées flamboyante.

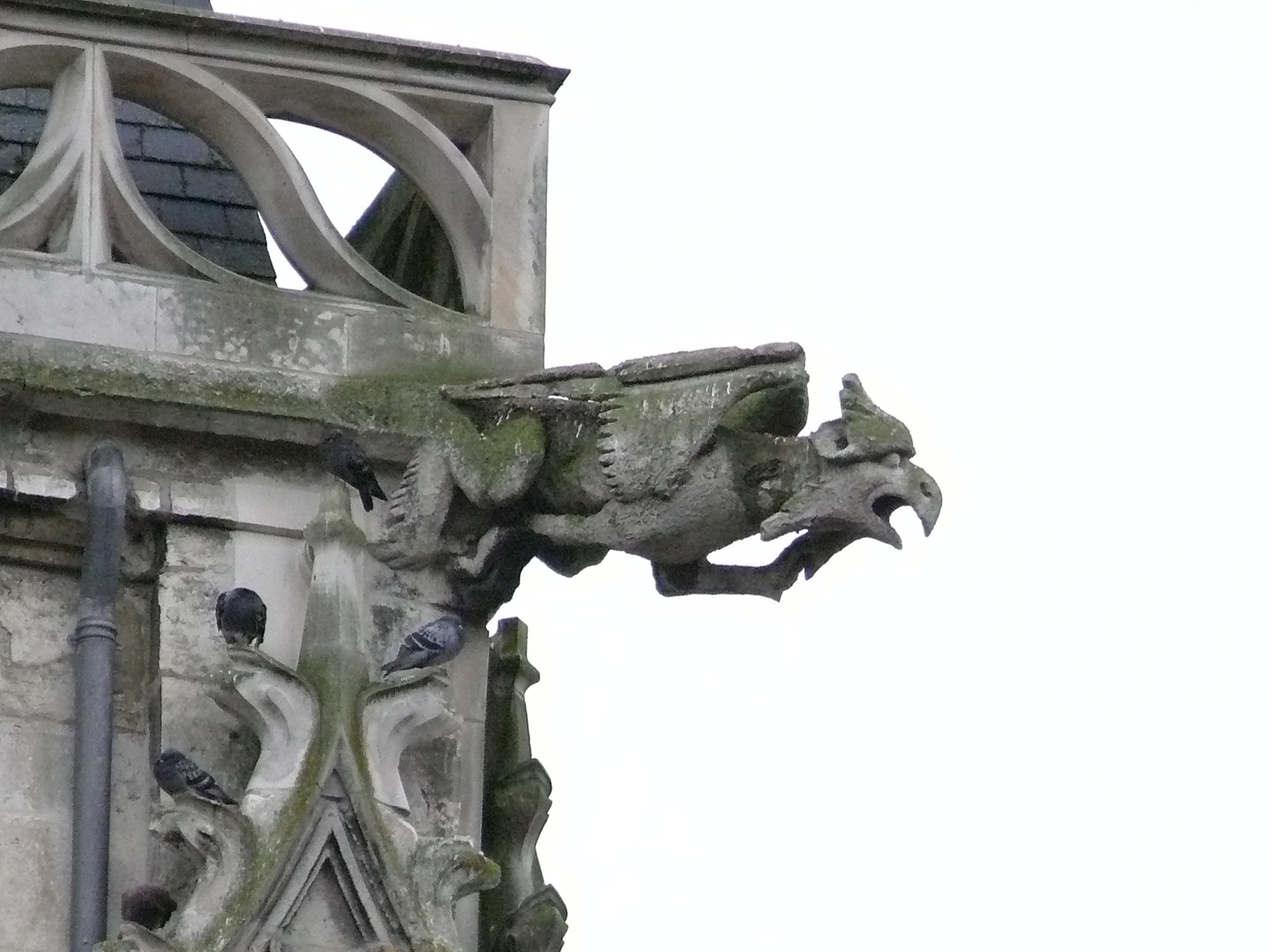

À l’angle sud-est du clocher, une statue de saint Antoine Ermite du XIVe siècle représente le saint en train de lire un livre qu’il tient de sa main gauche, tandis que de la main droite, il tient les débris d’un tau. Marchant au milieu des flammes, il est accompagné par un cochon, son fidèle compagnon. Les flammes symbolisent le Mal des ardents ou Feu de Saint-Antoine que l’invocation à saint Antoine était censé guérir.
Sur les murs du clocher du côté de la place on voit encore des empreintes de balles contemporaines du pillage de Conty par les Espagnols après le siège de Corbie en 1636.

#### Façade occidentale
La façade principale de l’église a été profondément remaniée à la fin du XIXe siècle en style néogothique. Aux trois pignons parallèles ont été substituées au centre, un portail est encadré par deux contreforts avec pinacles à crochets. Le tympan est ajouré et garni de vitraux, les voussures reprennent le style flamboyant. Une rosace surmonte le portail, la baie flamboyante a été supprimée. Sur le côté sud de la façade, le bâtiment de la trésorerie a été supprimé laissant apparaître une baie flamboyante semblable à celle du côté nord, offrant à l'ensemble une certaine symétrie.

#### Fontaine Saint-Antoine
À gauche du portail occidental, se trouve la  fontaine de Saint-Antoine dont les eaux, selon la tradition permettaient de guérir les animaux malades. Cette fontaine prend sa source sous l’église à proximité de l’autel de Saint Antoine. Cette source fut à l’origine de la Légende de la truite.

#### Portail latéral

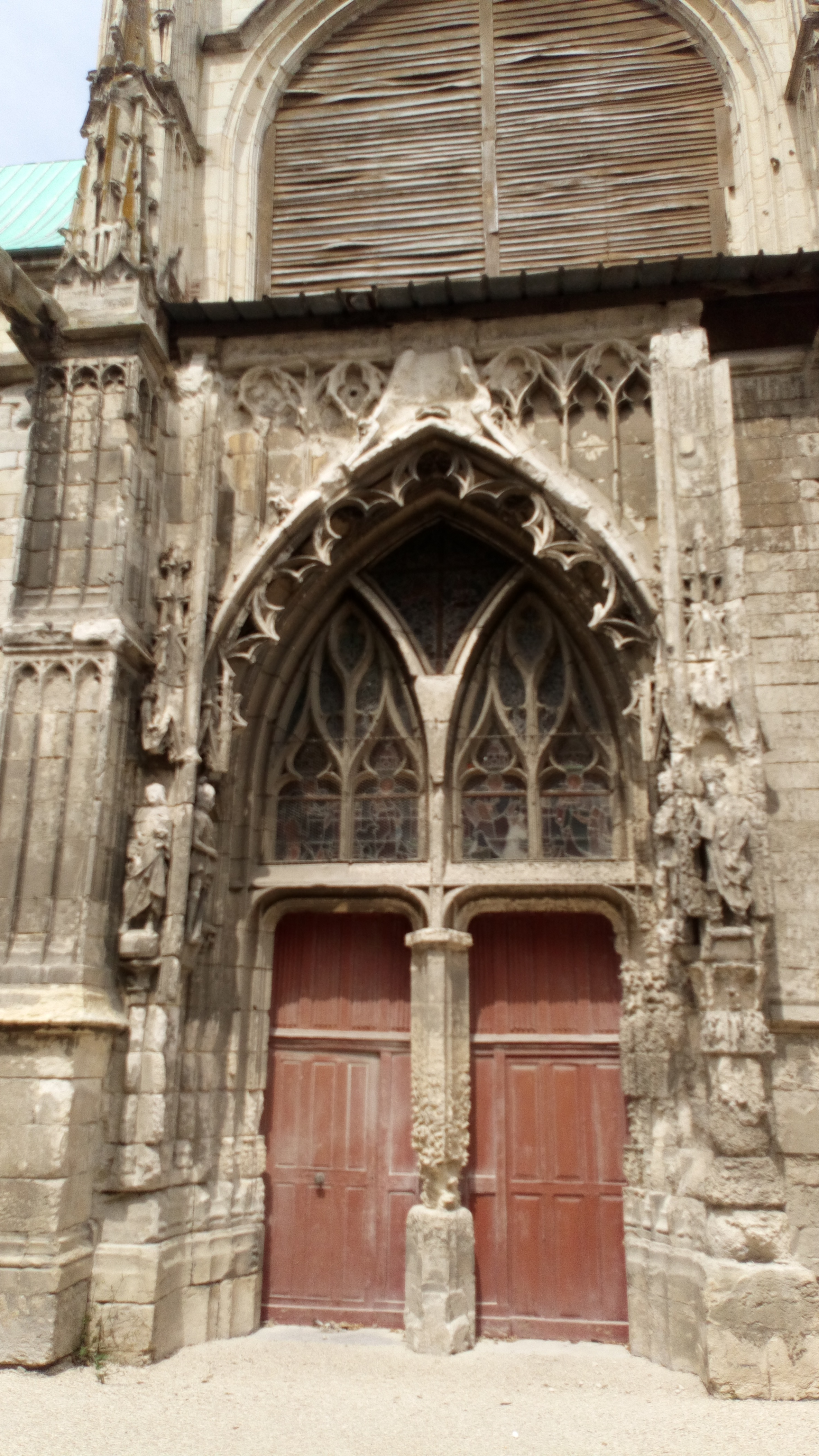

L’entrée du bras sud du transept de l’église se fait par une double porte en anse de panier séparée par un trumeau. Le tympan ajouré avec nervures flamboyantes. Le portail est surmonté d’une ogive et d’un fronton en talon renversé et encadré de  piliers butants couronnés de pyramides à crochets.
Ce portail est orné d’une archivolte de style flamboyant et bordé d’une riche dentelle de pierre. Les colonnettes supportent deux statues représentant les seigneurs portant de longs vêtements, sans doute des bienfaiteurs de l’église de longs. Ils tiennent entre leurs mains des lambels (chartes).
À droite du portail on remarque saint Adrien en costume de guerre, avec son lion (il fut livré aux fauves) et son enclume (les bourreaux lui tranchèrent les mains et les pieds sur cette enclume).
À gauche, saint Sébastien, tenant un faisceau de trois flèches dans la main droite (il est le patron des archers et fut le célèbre médecin qui guérissait de la peste). On a longtemps considéré ces deux statues comme celles de chevaliers parce que, traditionnellement, saint Sébastien est représenté criblé de flèches et non en guerrier.
Presque tous les contreforts ou piliers butants, qui résistent à la poussée des murs, sont décorés sur leurs faces de panneaux sculptés.
Sur les bas-côtés  qui longent le chœur une balustrade de style flamboyant porte des gargouilles. Sur le côté gauche, elles forment en ensemble de dragons, sphinx, singes, aigles, lévriers, lions, crocodiles… Certains sont recouverts de caparaçons.

### Intérieur

#### La nef
À l’entrée de l’église, se trouve un fragment d’une pierre tombale, en marbre noir, datant de 1120. Sculptée en relief, elle représente Jean de Conty, seigneur du lieu.
Les voûtes sont ornées de pendentifs de style Renaissance datant des années 1550, sur l’une des clefs de voûte figurent les armes des princes de Bourbon-Conti (Cf. Liste des princes de Conti), seigneurs de Conty de 1551 à 1622.
Les piliers qui supportent les voûtes ont un profil ondulant.
À droite, avant d’entrer dans le chœur, contre un pilier, se trouve un autel dédiée à la Vierge avec les statues de la Vierge, de saint Louis et d’un pape.
L'orgue a été construit par Félix Van den Brande, en 1912.

#### Le chœur

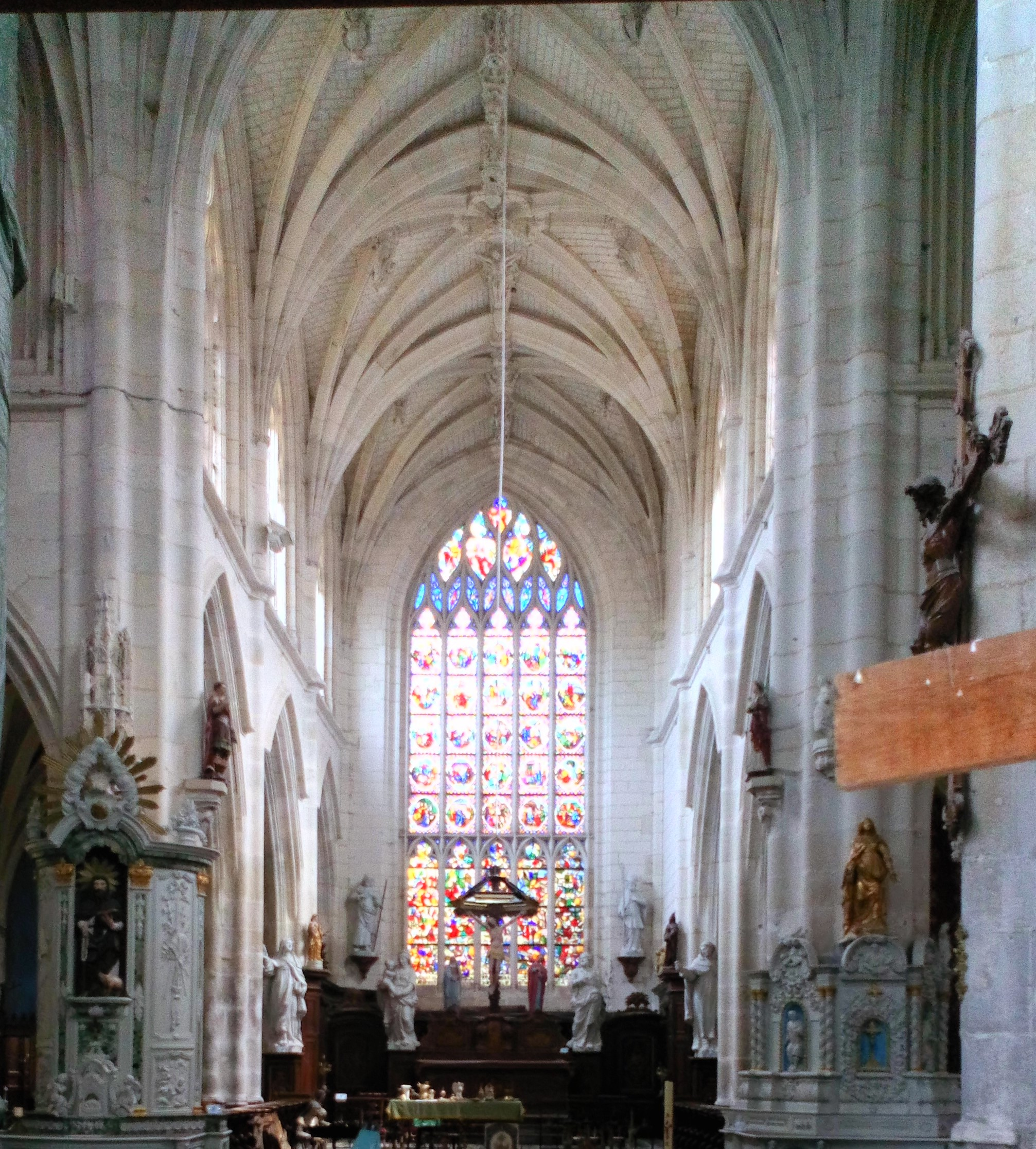

Les voûtes du chœur s’élèvent à 15,50 mètres de hauteur. Les arcs qui les composent forment des compartiments variés, ornés de curieux pendentifs représentant saint Maurice à cheval et un crucifix à double face encadré par quatre anges ainsi que les armoiries d'un seigneur de Conty.
Le maître-autel datant du XVIIe siècle avec au-dessus un grand Christ du XVe siècle et en dessous un bas-relief de la Vierge vue de profil. De chaque côté du tabernacle se trouvent les statues des quatre évangélistes (St Mathieu, St Luc, St Jean et St Marc). Au-dessus du maître-autel est suspendu un Grand Christ du XVe siècle avec de chaque côté Saint Jean et la Vierge.
Les grilles en fer forgé datent de l’époque Louis XV.
Quatre statues de François Cressent:
- Vierge à l'Enfant,
- Saint Joseph,
- Sainte Thérèse,
- Saint Jean de la Croix, provenant du couvent des carmes d'Amiens, complètent la décoration.

## Pour approfondir